# Transhab

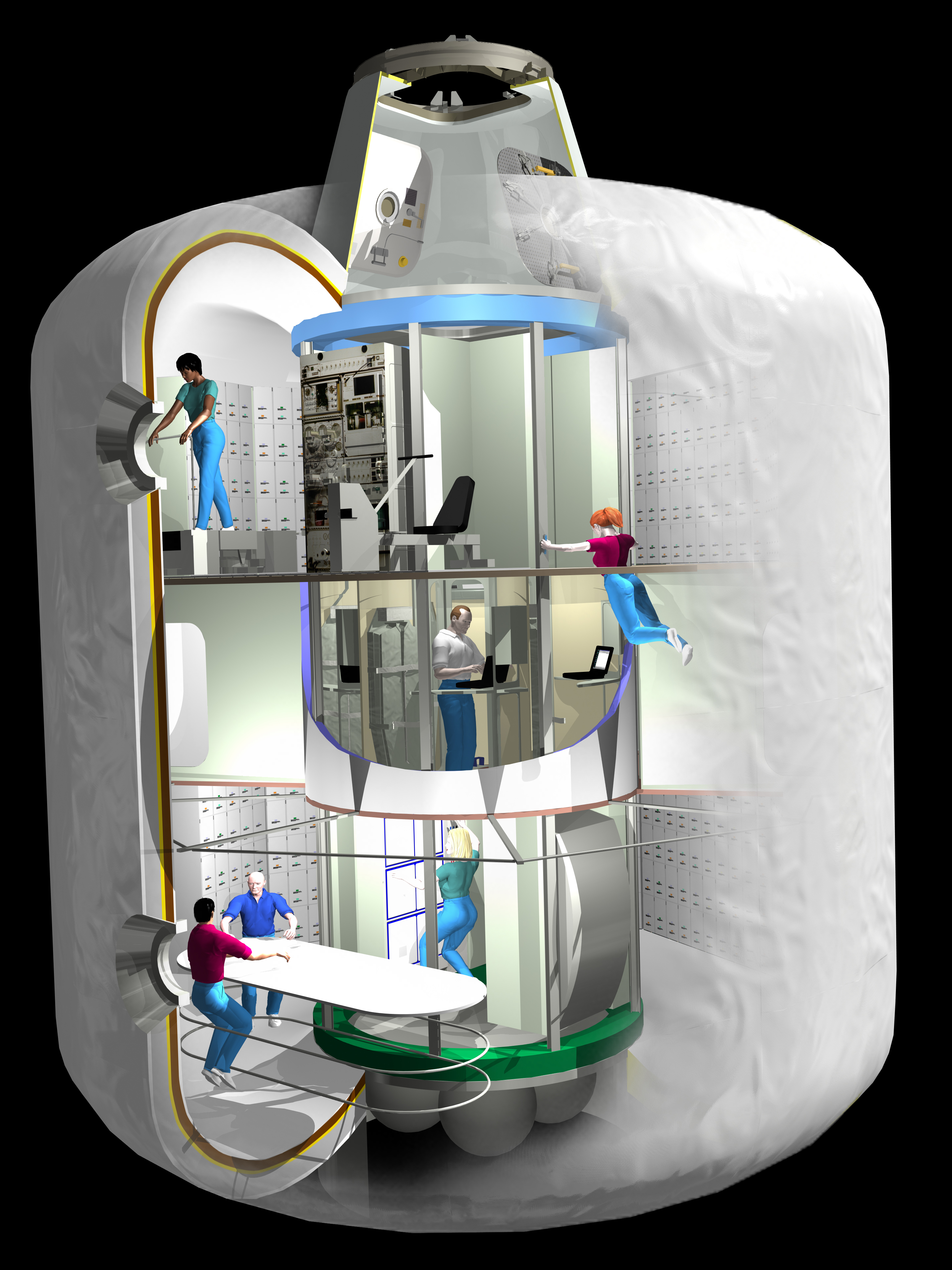
Przekrój Transhab (NASA)

Transhab – rozwijana przez NASA w latach 90. dwudziestego wieku koncepcja wdrożenia nowej technologii wykorzystania elastycznych (nadmuchiwanych) załogowych modułów orbitalnych. Zastosowanie modułu Transhab było traktowane przez NASA jako alternatywne rozwiązanie dla klasycznej konstrukcji modułu mieszkaniowego przewidzianego wówczas dla Międzynarodowej Stacji Kosmicznej. Jednak z powodu cięć budżetowych projekt został wstrzymany w 2000 r. 
Pomysł został przejęty przez powstałą w 1999 r. prywatną firmę Bigelow Aerospace, która nabyła od NASA prawa do opracowanych patentów i technologii i obecnie prowadzi prace nad własną załogową stacją orbitalną zestawioną z modułów B330 wykonanych w takiej technologii. Obecnie na orbicie znajdują się testowe moduły Genesis I i Genesis II, będące pomniejszonymi wersjami B330.